# عز الدين الخطيب التميمي
عز الدين الخطيب التميمي، أحد علماء أهل السنة والجماعة من مدينة الخليل من فلسطين، ووزير الأوقاف والشؤون والمقدسات الإسلامية في الأردن سابقًا، (1928 - 2008).

## مولده ونشأته
ولد الشيخ التميمي في الخليل في فلسطين عام 1928م، وحصل على الشهادة العالمية مع الإجازة في القضاء الشرعي عام 1951م. التحق فيما بعد بكلية الشريعة بالأزهر الشريف، فنال الشهادة العالية.

## المناصب التي شغلها
شغل التميمي عدة مناصب رفيعة منها:
- مدرسا للغه العربية والتربية الإسلامية في كل من الأردن ومصر وفلسطين وليبيا.
- محاضر غير متفرغ في الجامعة الأردنية.
- مدير الوعظ والإرشاد في وزارة الأوقاف والشؤون والمقدسات الإسلامية/ الأردن.
- وكيل وزارة الأوقاف والشؤون والمقدسات الإسلامية/الأردن.
- عضو المجلس الوطني الاستشاري / الأردن.
- وزير الأوقاف والشؤون والمقدسات الإسلامية في الأردن.
- المفتي العام للمملكة الأردنية الهاشيمة.
- مستشار الملك للشؤون الإسلامية.
- قاضي القضاة.
- عضو مجلس الأعيان، في الأردن.
- رئيس أمناء جامعة آل البيت، في الأردن.
- رئيس هيئة المركز الأردني لبحوث التعايش الديني.
- عضو هيئة «الأردن أولا».

## وفاته
تُوفي الشيخ التميمي 4 يوليو من عام 2008م، وشُيّع جثمانه بعد صلاة الجمعة من مسجد الملك الحسين في دابوق إلى المقابر الملكية في الأردن، وقد شارك في التشييع رئيس الوزراء آنذاك نادر الذهبي ورئيس مجلس الأعيان زيد الرفاعي ورئيس الديوان الملكي الهاشمي الدكتور باسم عوض الله وقاضي القضاة أحمد هليل ومفتي المملكة آنذاك نوح القضاة وكبار موظفي الديوان الملكي وعدد من الوزراء والأعيان والنواب وعلماء الدين الإسلامي والمسؤولون المدنيون والعسكريون والمواطنون.